# Abel Jacquin
Pour les articles homonymes, voir Jacquin.
Abel Jacquin, de son nom complet Abel Louis Jacquin, est un acteur français, né le 14 juillet 1893 à Colombes (département de la Seine) et mort le 12 mai 1968 à Bois-Colombes (Hauts-de-Seine).

## Biographie
Mobilisé durant la Première Guerre mondiale, Abel Jacquin participe à la Bataille de Verdun en 1916. Il est gazé durant le conflit.
Premier prix du Conservatoire en 1919, il se fait connaître au théâtre durant les années 1920. Il travaille durant quelques années à l’Odéon sous la direction de Paul Gavault puis de Firmin Gémier. Il participe, notamment, aux « Matinées poétiques » du théâtre.
S’il tourne en 1921 dans le film muet Le Pauvre Village, L'Homme qui assassina (dans lequel il joue le rôle du prince Cernuwitz aux côtés de Marie Bell) marque ses véritables débuts à l’écran.  Il interprète le détective dans Anne-Marie (1936), le prince Tomski dans La Dame de pique (1937), le capitaine Karl Burgstaller dans Ultimatum (1938), l'inspecteur Renault dans Pétrus (1946), etc. Il réalise Deux bons copains et Les Deux Monsieur de Madame au début des années 1930.
Durant la Deuxième Guerre, il choisit de se retirer dans sa propriété de Haute-Loire et de s’adonner à l’agriculture, tout en effectuant plusieurs séjours en Suisse où il joue à la Comédie de Genève.
Il poursuit, après la guerre, sa carrière théâtrale et cinématographique. On le voit dans des pièces comme Le Matériel humain (1948), Ce soir à Samarcande (1950), Ombre chère (1952), ou encore Namouna (1954).
Abel Jacquin est également l'auteur de nombreuses fables et poèmes édités par Pierre Seghers.
Il fut l'époux de l'actrice Gabrielle Roanne.

## Filmographie
- 1921 : Le Pauvre Village de Jean Hervé
- 1930 : Paris la nuit de Henri Diamant-Berger
- 1930 : Un drame dans la tempête de Henri Diamant-Berger (court métrage)
- 1930 : Monsieur Gazon de Henri Diamant-Berger (court métrage)
- 1931 : Tu m'oublieras de Henri Diamant-Berger
- 1931 : L'Homme qui assassina de Curtis Bernhardt et Jean Tarride
- 1931 : Deux bons copains (court métrage, uniquement réalisateur)
- 1932 : Terre sans pain de Luis Buñuel (documentaire, uniquement la voix)
- 1933 : Matricule 33 de Karl Anton
- 1933 : Les Deux Monsieur de Madame (uniquement coréalisateur)
- 1934 : Cartouche de Jacques Daroy
- 1934 : La Cinquième Empreinte de Karl Anton
- 1935 : Amants et Voleurs de Raymond Bernard
- 1936 : Les Demi-vierges de Pierre Caron
- 1936 : Blanchette de Pierre Caron
- 1936 : Anne-Marie de Raymond Bernard
- 1936 : Aventure à Paris de Marc Allégret
- 1936 : Le Chemin de Rio de Robert Siodmak
- 1937 : Courrier sud de Pierre Billon
- 1937 : La Dame de pique de Fedor Ozep
- 1937 : Légions d'honneur de Maurice Gleize
- 1937 : Boulot aviateur de Maurice de Canonge
- 1937 : Police mondaine de Michel Bernheim et Christian Chamborant
- 1937 : Arsène Lupin détective de Henri Diamant-Berger
- 1937 : Records 37 de Jacques B. Brunius et Jean Tarride (voix)
- 1938 : Tarakanowa de Fédor Ozep
- 1938 : L'Avion de minuit de Dimitri Kirsanoff
- 1938 : Gibraltar de Fedor Ozep
- 1938 : Paix sur le Rhin de Jean Choux
- 1938 : Ultimatum de Robert Wiene
- 1939 : Sidi-Brahim de Marc Didier
- 1945 : Peloton d'exécution d'André Berthomieu
- 1946 : Pétrus de Marc Allégret
- 1946 : Contre-enquête de Jean Faurez
- 1947 : Les Frères Bouquinquant de Louis Daquin
- 1948 : Femme sans passé de Gilles Grangier
- 1948 : D'homme à hommes de Christian-Jaque
- 1948 : Le Paradis des pilotes perdus de Georges Lampin
- 1949 : Piège à hommes de Jean Loubignac
- 1948 : La Route inconnue de Léon Poirier
- 1949 : Au grand balcon d'Henri Decoin
- 1950 : Maître après Dieu de Louis Daquin
- 1953 : Le Défroqué de Léo Joannon
- 1954 : Marchandes d'illusions de Raoul André
- 1955 : Les Pépées au service secret de Raoul André
- 1955 : Les Indiscrètes de Raoul André

## Théâtre
- 1920 : Les Bonaparte de Léo Larguier, Théâtre de l'Odéon
- 1921 : Paix de Marie Lenéru, Théâtre de l'Odéon
- 1922 : L'Autoritaire de Henri Clerc, Théâtre de l'Odéon
- 1922 : Molière de Henry Dupuy-Mazuel et Jean-José Frappa, mise en scène de Firmin Gémier, Théâtre de l'Odéon
- 1922 : Une danseuse est morte de Charles Le Bargy, Théâtre de l'Odéon
- 1923 : La Couronne de carton de Jean Sarment, Théâtre de l'Odéon
- 1923 : Le Professeur Klenow de Karen Bramson, Théâtre de l'Odéon
- 1924 : L'Homme qui n'est plus de ce monde de Lucien Besnard, Théâtre de l'Odéon
- 1924 : Chifforton d'André Birabeau, Théâtre des Nouveautés
- 1924 : Le Mari d'Aline de Fernand Nozière, Théâtre Michel
- 1925 : Les Plus Beaux Yeux du monde de Jean Sarment, Théâtre du Journal
- 1926 : La Peau de Fernand Nozière, mise en scène de Gabriel Signoret, Théâtre Michel
- 1929 : Claude de Jean Aragny, mise en scène de Henri Lesieur, Théâtre des Capucines
- 1930 : Coucou de Charlotte Lysès, mise en scène de l'auteur, Théâtre de la Potinière
- 1940 : La Vie de Bohème de Théodore Barrière, Comédie de Genève
- 1943 : Lorenzaccio d'après Alfred de Musset, mise en scène de Maurice Jacquelin, Comédie de Genève
- 1945 : Un ami viendra ce soir d'Yvan Noé et Jacques Companeez, mise en scène de Jean Wall, Théâtre de Paris
- 1945 : Cyrano de Bergerac d'Edmond Rostand, mise en scène de Maurice Jacquelin, Comédie de Genève
- 1948 : Le Matériel humain de Paul Raynal, mise en scène de Jean Darcante, Théâtre de la Renaissance
- 1949 : À chacun sa vérité de Luigi Pirandello, mise en scène d'Abel Jacquin, Comédie de Genève
- 1950 : Ce soir à Samarcande de Jacques Deval, mise en scène de Jean Darcante, Théâtre de la Renaissance
- 1952 : Ombre chère de Jacques Deval, mise en scène de l'auteur, Théâtre Édouard VII
- 1954 : Namouna de Jacques Deval, mise en scène de l'auteur, Théâtre de Paris

## Doublage

### Cinéma

#### Films
- William Powell dans :
  - Nick, gentleman détective (1936) : Nick Charles
  - Comment épouser un millionnaire (1953) : J.D. Hanley
- Herbert Heyes dans : 
  - Midi, gare centrale (1950) : Henry L. Murchison
  - Fort Invincible (1951) : Colonel Drumm
- Donald Randolph dans : 
  - L'Aigle du désert (1950) : Calife
  - Le Voleur de Tanger (1951) : Prince Mustapha
- Eduard Franz dans :
  - Le Renard du désert (1951) : colonel Claus von Stauffenberg
  - Quand le clairon sonnera (1955) : Lorenzo de Quesada
- Donald Crisp dans : 
  - L'Homme de la plaine (1955) : Alec Waggoman
  - La Dernière Fanfare (1958) : Cardinal Martin Burke
- 1944 : Ali Baba et les Quarante Voleurs : Baba le vieux (Fortunio Bonanova)
- 1948 : Le Barrage de Burlington : H.L. Morrison (John McIntire)
- 1948 : Le Maître de Lassie : Sir George (Alan Napier)
- 1949 : Samson et Dalila : Le Saran de Gaza (George Sanders)
- 1950 : La Porte du diable : M. Poole (Fritz Leiber)
- 1952 : Le Fils de Géronimo : White thunder, flèche ardente (John Miljan)
- 1952 : La Mission du commandant Lex : général Halleck (Richard Hale)
- 1952 : Aveux spontanés : Barker (Joseph Forte)
- 1952 : Mes six forçats : Dr Gordon (Regis Toomey)
- 1952 : Les Bagnards de Botany Bay : le révérend-docteur Mortimer Thynne (Murray Matheson)
- 1953 : Une affaire troublante : M. Griffith, le directeur du collège (Michael Hordern)
- 1954 : Le Chevalier du roi : Frère Edward (Leonard Mudie)
- 1954 : L'Homme au million : Samuel Clemens (Ronald Adam)
- 1954 : Le Beau Brummel : Sir Ralph Sidley (Ralph Truman)
- 1955 : À l'ombre des potences : Doc Ridgeway (Gus Schilling)
- 1955 : L'Aventure fantastique : révérend Ellis (Richard Garrick)
- 1955 : Le Renard des océans : Officier anglais (Anthony Eustrel)
- 1955 : Strategic Air Command : Maj. Gen. 'Rusty' Castle (James Millican)
- 1955 : Tout ce que le ciel permet : Harvey (Conrad Nagel)
- 1955 : La Rivière de nos amours : Sam Morgan (Ray Teal)
- 1956 : Au sud de Mombasa : Ralph Hoyt (Leo Genn)
- 1956 : L'Homme au complet gris : Bill Hawthorne (Gene Lockhart)
- 1956 : Le Roi des vagabonds : Louis XI (Walter Hampden)
- 1956 : Une Cadillac en or massif : l'avocat de la compagnie (Maurice Manson)
- 1957 : Les Plaisirs de l'enfer : M. Harrington (Leon Ames)
- 1957 : Mon homme Godfrey : M. Bullock (Robert Keith)
- 1958 : L'Esclave d'Orient : Mathieu (Carlo Tamberlani)
- 1959 : Les Bateliers de la Volga : Le Général Michailov (Nino Marchetti)
- 1959 : Tombouctou : l'émir (John Dehner)
- 1961 : Le Glaive du conquérant : le roi Cunimond (Andrea Bosic)
- 1962 : L'Épée enchantée : Lodac (Basil Rathbone)
- 1964 : La Femme de paille : Charles Richmond (Ralph Richardson)